# Ciclabile della Val Passiria
La ciclabile della Val Passira (in tedesco Radweg Passeiertal) è una pista ciclabile che fa parte delle piste ciclabili dell'Alto Adige, partendo da Merano e giungendo a San Leonardo in val Passiria.

## Descrizione

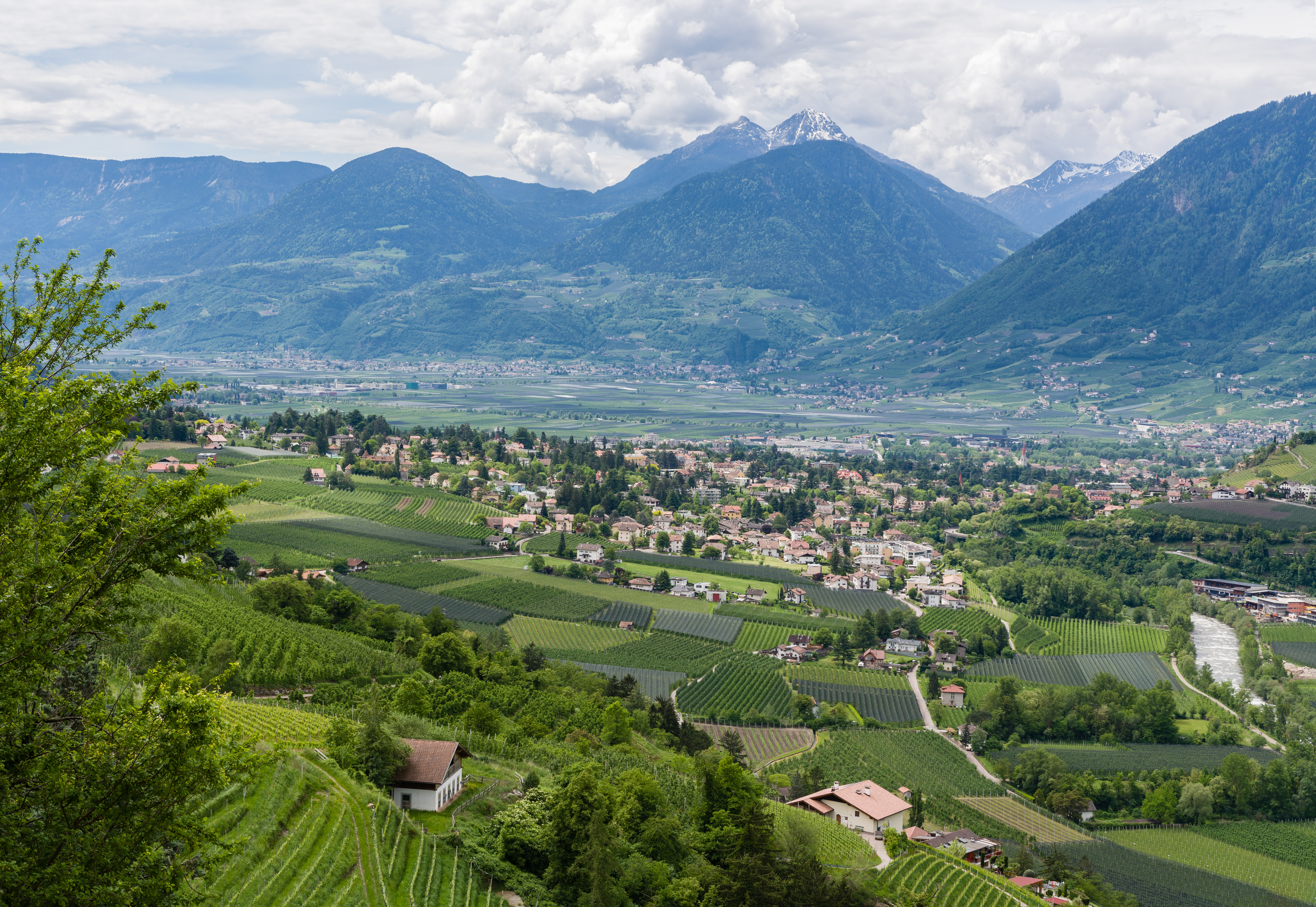
La partenza da Merano

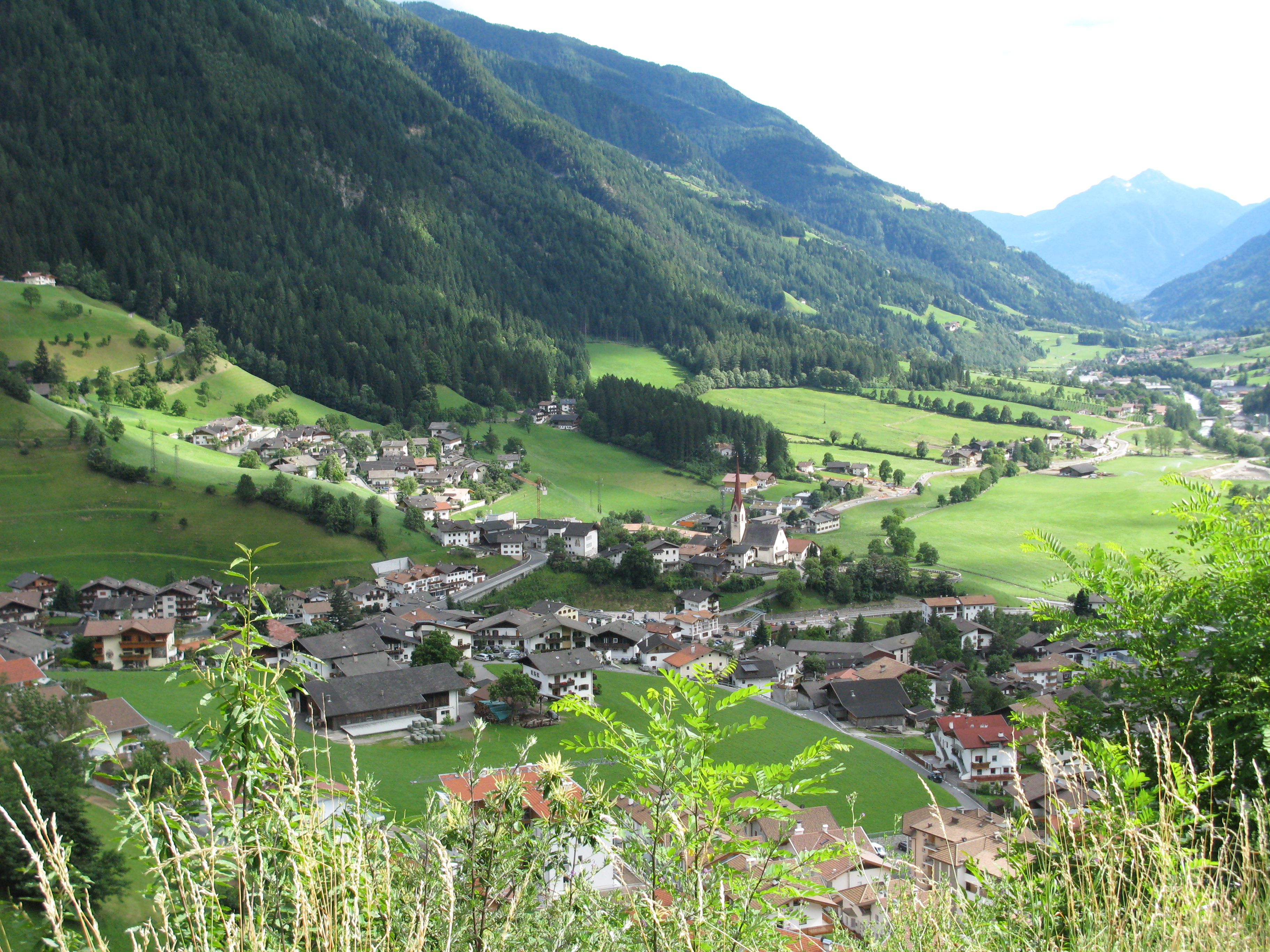
L'arrivo della ciclabile a San Leonardo in Passiria

La via ciclabile parte da Merano (325 m s.l.m.) e, dopo essersi spostati verso est, si snoda attraverso la natura del paesaggio e lungo il torrente Passirio; primi centri abitati che si raggiungono sono Rifiano e Saltusio, fino ad arrivare a San Martino in Passiria; dopo circa 20 chilometri e due ore si arriva a San Leonardo in Passiria (689 m s.l.m.), con un dislivello pari a circa 350 metri; nonostante il fondo stradale stia per essere asfaltato, ad oggi risulta per lo più sterrato; inoltre la via ciclabile, diversamente da altre vie, non attraversa i vari paesi, addirittura rimanendo a volte in quota.

### Tappe principali
- Merano (Meran) 325 m s.l.m.
- Rifiano (Riffian) 504 m s.l.m.
- San Martino in Passiria (St. Martin in Passeier) 597 m s.l.m.
- San Leonardo in Passiria (St. Leonhard in Passeier) 689 m s.l.m.